# Estadio Orlando Rodrigues
El Estadio Orlando Rodrigues es un recinto deportivo situado en la localidad de Tarrafal de São Nicolau de la isla de São Nicolau, Cabo Verde.
En este estadio se juegan todos los partidos del campeonato de fútbol de los equipos del municipio de Tarrafal de São Nicolau.
El campo es de césped artificial y sus dimensiones son de 106 x 68 metros.